# برنامج مسابقات

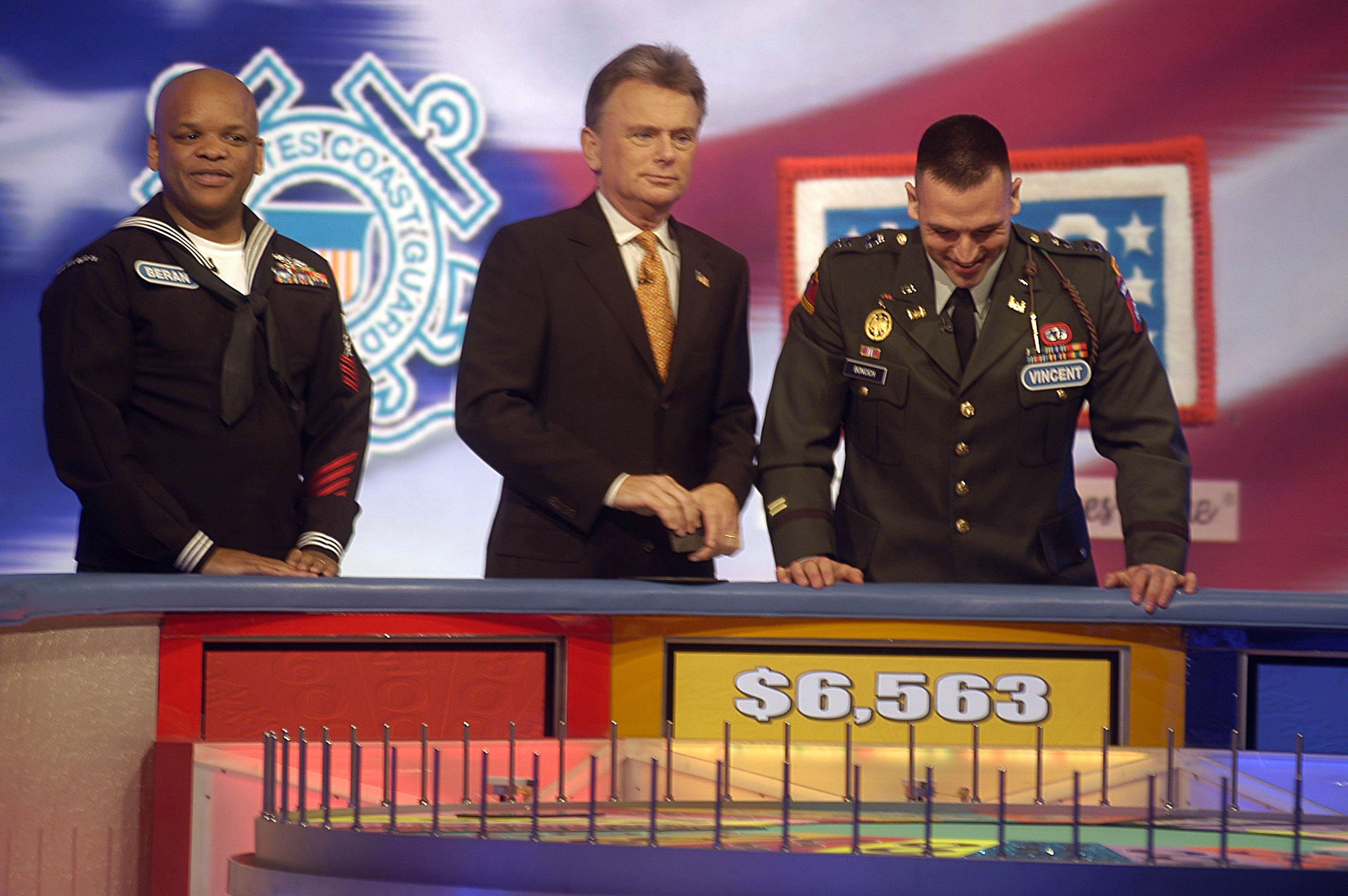
إحدى برامج المسابقات المشهورة عالميا

برنامج مسابقات هو نوع من أنواع البرامج التلفزيونية التي يتسابق بها شخصيات عامة أو من المشاهير تنطوي على الإجابة على الأسئلة أو حل الألغاز المتسابق أو الفريق الذي يحصل على نقاط أكثر يكافأ بجوائز نقدية أو قسيمة شرائية أو سيارة أو رحلات سياحية مقدمة من البرنامج.

## التمويل
- الرعاية من قبل الشركات
- الإعلانات
- الاتصالات الهاتفية